# Devron García
Devron García Ducker (Roatán, Islas de la Bahía, Honduras, 17 de febrero de 1996) es un futbolista hondureño. Juega de centrocampista defensivo y su actual equipo es el Real España de la Liga Nacional de Honduras.

## Trayectoria
Devron García se inició en el Club Deportivo Victoria, con el cual debutó profesionalmente el 2 de febrero de 2014 en la derrota de visita por 1-2 ante el Deportes Savio. El 16 de agosto de 2014 anotó su primer gol profesional y fue ante Marathón, dándole el triunfo por la mínima diferencia a su equipo.
El 27 de enero de 2016 se confirmó su llegada al Orlando City Soccer Club de la Major League Soccer. Sin embargo, ante las bajas chances de juego recibidas en el equipo norteamericano, el 11 de marzo de 2017 fue oficializado como nuevo refuerzo del Real España. El 4 de julio de 2018 se confirmó su cesión al Vida.

## Selección nacional

### Selecciones menores
Disputó la Copa Mundial de Fútbol Sub-17 de 2013, en la cual portó el gafete de capitán en la escuadra catracha. El 30 de abril de 2015 se anunció que había sido convocado para disputar la Copa Mundial de Fútbol Sub-20 de 2015 en Nueva Zelanda.
Participaciones en Copas del Mundo
| Mundial                | Sede                   | Resultado        | Partidos | Goles |
| ---------------------- | ---------------------- | ---------------- | -------- | ----- |
| Mundial Sub-17 de 2013 | Emiratos Árabes Unidos | Cuartos de final | 5        | 0     |
| Mundial Sub-20 de 2015 | Nueva Zelanda          | Fase de grupos   | 1        | 0     |

## Clubes
| Club                 | País           | Año         |
| -------------------- | -------------- | ----------- |
| Victoria             | Honduras       | 2014 - 2015 |
| Orlando City         | Estados Unidos | 2016 - 2017 |
| Real España (cesión) | Honduras       | 2017 - 2018 |
| Vida (cesión)        | Honduras       | 2018        |
| Real España          | Honduras       | 2019-Act.   |